# Mit søde barn
|  | Denne artikel er oprettet af botten PalnaBot ud fra en ekstern database. Den kan derfor have sproglige fejl eller mangler. Denne skabelon kan fjernes efter kontrol af indholdet. |

Mit søde barn er en dokumentarfilm fra 1987 instrueret af Katia Forbert Petersen efter manuskript af Katia Forbert Petersen.

## Handling
Dokumentarfilm formet som et kærlighedsdigt, et nødråb fra de mødre i den 3. verden, som hver dag kæmper for, at deres børn kan leve videre. I den fattige del af verden dør små børn af væskemangel f.eks forårsaget af diarré. Småbørnsdødeligheden er katastrofalt høj, men den kan blive mindre. UNICEF har introduceret poser med en blanding af sukker og salt. Denne blanding - opløst i vand - kan redde millioner af liv. Filmen er optaget i Bangladesh og fortæller sin historie som et kærlighedsdigt, tilegnet de mange mødre, hvis børn lever i fare for at dø.